# Géza Lakatos
Dans le nom hongrois Lakatos Géza, le nom de famille précède le prénom, mais cet article utilise l’ordre habituel en français Géza Lakatos, où le prénom précède le nom.
Le chevalier Géza Lakatos de Csíkszentsimon (vitéz lófő csíkszentsimoni Lakatos Géza en hongrois ; Geza Ritter Lakatos, Edler von Csikszentsimon en allemand), né le 30 avril 1890 et décédé le 21 mai 1967, est une personnalité militaire et politique hongroise. Général d'armée durant la Seconde Guerre mondiale, il est premier ministre de Hongrie du 29 août au 15 octobre 1944 dans le gouvernement de Miklós Horthy.

## Biographie
Il est élève à l'académie militaire de Ludovica. Il est nommé attaché militaire à Prague de 1928 à 1934. Le 5 août 1934 il reçoit le commandement de la deuxième armée hongroise et le 1er avril 1944 celui de la première armée jusqu'au 15 mai 1944. Fin août 1944 des partisans du général Lakatos renversent le gouvernement pro-allemand de Döme Sztójay. Géza Lakatos est nommé le 29 août 1944 premier ministre.
Sa politique de rapprochement avec les Alliés, son refus de soutenir la politique de déportation des Juifs vers l'extérieur du pays, l'entrée de l'Armée rouge début octobre sur le territoire hongrois précipitèrent les évènements. Le 14 octobre les Allemands déclenchent l'Opération Panzerfaust et envoyèrent à Budapest la 24e Panzer division pour renverser le gouvernement Lakatos. 
Le 16 octobre 1944, le régent Miklós Horthy, à la suite du coup de force des Allemands, à l'enlèvement de son fils par Otto Skorzeny et aux menaces du plénipotentiaire Edmund Veesenmayer de le fusiller choisit de signer son abdication et de nommer un nouveau premier ministre en échange de la liberté et la vie sauve pour son fils. Lakatos démissionne de son mandat de premier ministre et est immédiatement arrêté par les Allemands. Libéré en 1945, il émigre en 1956 en Australie pendant les évènements de Hongrie. Il meurt à Adélaïde en 1967.